# Академия Святого Луки
Академия Святого Луки (итал. Accademia di San Luca) — объединение художников, созданное в Риме по инициативе папы римского Григория XIII и при участии Джироламо Муциано, преобразованием из старой гильдии живописцев в 1577 году, и открытое повторно в 1593 году живописцем и теоретиком итальянского маньеризма Федерико Цуккаро и кардиналом Федерико Борромео. Новое объединение продолжило традиции средневековых гильдий Святого Луки, но добавило согласно веяниям времени новую методику академической подготовки живописцев, рисовальщиков и гравёров.
Академия Святого Луки, получившая в начале XIX века титулы Insigne (почётная) и Pontificia (папская), с 1872 года стала называться Королевской академией, а после 1948 года — Национальной Академией Святого Луки (Accademia Nazionale di San Luca). Ныне она расположена в Риме на площади Академии ди Сан-Лука (Piazza dell’Accademia di San Luca), в палаццо Карпенья (Palazzo Carpegna), построенном в XVI веке.

## История
Академия получила своё название по имени святого евангелиста Луки, согласно преданию написавшего Богоматерь с Младенцем с натуры на доске от стола, за которым сидело Святое семейство. Поэтому святой Лука считается покровителем всех художников.
Вначале «Собрания мастеров живописи» (Università delle Arti della Pittura) проходили в маленькой церкви «Святого Луки покровителя живописцев» (San Luca dei Pittori), или Святого Луки на Эсквилинском холме (San Luca all’Esquilino) в Риме. Но в 1585 году Папа Сикст V, занимавшийся реконструкцией Рима, которому нужно было освободить место для создания площади Санта-Мария-Маджоре, приказал снести эту церковь. 
В 1588 году решением папы академии была передана церковь первомученицы Святой Мартины на границе Римского Форума и Форума Цезаря, которая была по такому случаю переименована в церковь святых Луки и Мартины. Академия провела небольшие перестройки церкви, а также подготовила проекты новой церкви по чертежам, приписываемым Оттавиано Маскерино. Постепенно академия стала приобретать собственность, прилегающую к церкви. В 1634 году президентом академии был избран Пьетро да Кортона, который также предпринял перестройку здания.
Римская Академия Святого Луки была основана Федерико Цуккаро в 1593 году с одобрения папы Сикста V. Она была организована по образцу Академии рисунка (Accademia del Disegno), созданной во Флоренции в 1561 году по распоряжению Великого герцога Тосканского Козимо I Медичи художником и историографом Джорджо Вазари. Первым президентом нового сообщества художников в Риме в 1598 году стал Федерико Цуккаро.
Академия продолжила традиции римской ремесленной гильдии: «Объединения живописцев, миниатюристов и вышивальщиц» (итал. Università dei Pittori, Miniatori e Ricamatori), устав и привилегии которой были обновлены при папе Сиксте IV 17 декабря 1478 года. Среди основателей корпорации был знаменитый живописец Мелоццо да Форли. Переход от «Università» к «Академии искусств живописи, скульптуры и рисунка» (итал. Accademia delle arti di pittura, scultura e disegno) произошёл по инициативе живописца Джироламо Муциано. Он усовершенствовал методику преподавания искусства, основанную на рисовании гипсовых слепков классических скульптур и натурщиков с использованием вспомогательных манекенов и драпировок. Позднее такая методика легла в основу преподавания рисунка и живописи многих европейских художественных академий. Такой переход был официально санкционирован в 1577 году Григорием XIII, но фактическое преобразование старого учреждения в новое был постепенным.
Название «Академия искусств живописи, скульптуры и рисунка» не предполагало участие архитекторов. В 1607 году был утверждён первый Устав «Академии живописцев и скульпторов Рима» (итал. Accademia dei Pittori e Scultori di Roma). Только после 1634 года по инициативе Пьетро да Кортона архитекторы присоединились к академии.
В 1604 году Федерико Цуккаро, первый президент Академии, издал сочинение «Происхождение и развитие Академии рисунка, живописи, скульптуры и архитектуры в Риме» (Origine et Progresso dell’Academia del Dissegno, De Pittori, Scultori e Architetti di Roma). В 1605 году он опубликовал в Мантуе «Письмо государям и сеньорам-любителям рисунка, живописи, скульптуры и архитектуры, написанное Кавальером Федерико Цуккаро, в безрассудной академии с плачем о живописи» (Lettera a Principi et Signori Amatori del Dissegno, Pittura, Scultura et Architettura, scritta dal Cavaglier Federico Zuccaro, nell’Accademia Insensata con un lamento della Pittura, opera dell’istesso). В 1607 году Цуккаро опубликовал двухтомный трактат «Идея живописцев, скульпторов и архитекторов» (L’Idea de’pittori, scultori ed architetti), ставший художественно-теоретической основой преподавания искусств в Академии Св. Луки. Трактат был направлен против болонской школы братьев Карраччи и натурализма караваджистов. Будучи маньеристом, Цуккаро парадоксально исповедовал академизм, стремление вернуться к «простоте и ясности рафаэлевского стиля».
С 1595 года Федерико Цуккаро стал вручать премии ученикам за успехи в учёбе. В дальнейшем эта традиция сохранилась. В 1705 году у Академии появилась эмблема: равносторонний треугольник, образованный тремя инструментами, характеризующими три основных вида искусства: кисть живописца, долото скульптора и циркуль архитектора. Эмблема венчает картуш, в котором читается девиз из сокращённой фразы Горация: лат. «Aequa potestas» (равной силы), символ равного достоинства «трёх художеств». В 1934 году в Академии приняли новую эмблему: медальон с изображением святого Луки, пишущим Деву Марию.
С 1702 года победителям академических конкурсов каждые три года стали вручать премии папы Климента XI. Торжественные церемонии проходили на Капитолии в присутствии Папы Римского. Награды стали одним из самых ожидаемых случаев римской художественной и культурной жизни. Эти церемонии, начиная с 1844 года, проводились в академических залах или в здании школы на Виа Рипетта. Конкурс Клементино длился до 1869 года.
Благодаря ясной организации процесса обучения, проведению регулярных художественных выставок и конкурсов римская Академия Святого Луки стала образцом для современных ей художественных академий. В 1635 году, под патронажем папы Урбана VIII, она была окончательно утверждена в своих правах и статусе. Её членами были многие известные итальянские и иностранные художники. Однако многие известные художники оставались за пределами этого учреждения и их не принимали в академический круг. По этой причине в течение многих лет в Риме зарождались альтернативные школы художников, которые выступали против монопольного представления искусства одним официальным учреждением. Таковы были караваджисты, объединения живописцев «Перелётные птицы», «Бамбоччанти».
В 1845 году папа Григорий XVI предоставил Академии для проведения конференций и симпозиумов Палаццо Каппони-делла-Пальма, здание на Виа ди Рипетта. В этом здании были открыты учебные классы рисунка и живописи, или: Вольная школа обнажённой натуры (Scuola Libera del Nudo). В настоящее время там находятся Римская академия изящных искусств и Школа искусств. Однако в 1874 году, после присоединения Рима к Королевству Италии (1870), задачи художественного обучения были исключены из Академии Святого Луки. Поэтому Академии пришлось покинуть здание школы на улице Виа Рипетта и сократить свою деятельность в историческом месте на Римском форуме.
В 1932—1934 годах, в ходе реконструкции территории рядом с церковью святых Луки и Мартины и прокладки новой улицы Виа деи Фори Империали, проходящей через Императорские форумы, Академию Святого Луки перевели в Палаццо Карпенья (Пьяцца-дель-Академия ди Сан-Лука 77, рядом с фонтаном Треви).

## Структура и функции Академии
Национальная академия Святого Луки призвана «развивать изобразительное искусство и архитектуру, признавать заслуги художников и учёных, избирая их в Академический корпус, чтобы работать над улучшением и продвижением итальянского искусства и архитектуры».Такая работа продолжается по настоящее время посредством публикации книг об Академии и её истории, организации национальных и международных выставок, распределения стипендий и премий.
Академия состоит из трёх «классов»: живописи, скульптуры и архитектуры. Постоянно обновляемый академический корпус (Il Corpo Accademico) включает: 90 национальных академиков (30 живописцев, 30 скульпторов, 30 архитекторов); 30 иностранных художников (10 живописцев, 10 скульпторов, 10 архитекторов); 36 академиков культуры (Academic Cultori —учёных и знатоков искусства и архитектуры всех национальностей, пользующихся особой известностью); 24 заслуженных академика (всех национальностей, отличившихся исключительными заслугами в области искусства).
Здание Академии включает три этажа. В залах первого этажа обычно проходят художественные выставки; здесь также находятся хранилища книг и коллекций академических рисунков. На первом этаже расположены президентский кабинет, секретарские комнаты, конференц-зал и зал заседаний. На втором этаже находятся академическая библиотека, исторический архив и административные помещения. На третьем этаже находятся Академическая Галерея хранилище произведений искусства.

## Академическая галерея
Согласно уставу, каждый художник, принятый в члены Академии должен пожертвовать одну из своих работ учреждению, чтобы увековечить свою память для потомков. Работы, подаренные художниками, академиками и президентами, которые сменяли друг друга на протяжении многих лет с момента основания, хранятся в Музее Академии, расположенном в Палаццо Карпенья. Часть академического собрания выставлена в Галерее на третьем этаже здания. Другие работы находятся в учебных комнатах, в офисах секретариата, в конференц-зале первого этажа, а также в Академической библиотеке и в Историческом архиве. В Галерее имеется около пятисот портретов. Здесь же — превосходное собрание рисунков и гравюр.

## Некоторые из президентов Академии (до 1817 года: Principi)
- Федерико Цуккаро
- Доменикино
- Филиппо Лаури
- Алессандро Альгарди
- Джованни Лоренцо Бернини
- Маттиа де Росси
- Доменико Гвиди
- Алессандро Турчи
- Пьетро да Кортона
- Пьер Франческо Мола
- Симон Вуэ
- Шарль Лебрен
- Антон Рафаэль Менгс
- Антон фон Марон
- Антонио Канова
- Винченцо Камуччини.